# 山 (北島三郎の曲)
「山」（やま）は、1990年3月21日に発売された北島三郎のシングル｡

## 概要
「誠」「歩」「川」「魂（こころ）」と続く、通称「一文字シリーズ」の一曲。山のように大きい存在である「師匠」を乗り越えたい、という男の生きざま、人生観を描いている。
この曲のリリースされた当時はすでに北島のキャリアは30年を越えようとする時期であり、「脂の乗った」時期を過ぎ、「大御所」として枯れた味わいを漂わせはじめた北島にふさわしい、スケール感の大きい曲に仕上がっている。
現在でも「一文字シリーズ」を代表する一曲となっている。

## 収録曲
全作詞:星野哲郎、作曲:原譲二
1. 山
  - 編曲:鈴木操
2. さがさないで下さい
  - 編曲:小杉仁三